# Edis (cantante)
Edis Görgülü, noto semplicemente come Edis (Londra, 28 novembre 1990), è un cantante britannico naturalizzato turco.

## Biografia
Originario di Londra e di origini azere da parte della madre, all'età di 2 anni si è trasferito a Smirne, dove ha frequentato la Özel Tevfik Fikret Okulları. Tra il 2011 e il 2012 ha preso parte alle serie Dinle sevgili e Hayatımın rolü, andate in onda rispettivamente su Fox e Star TV. Ha intrapreso la carriera musicale nel 2014, dopo aver firmato un contratto per la PDND Müzik. Il successo ottenuto nel corso dell'anno gli ha fruttato diversi riconoscimenti, tra cui un Türkiye Müzik Ödülleri e un Golden Butterfly Award, oltre ad essere stato eletto il miglior nuovo musicista dell'anno dalla divisione turca del GQ. Il primo album in studio dell'artista Ân, uscito nel 2018, è stato promosso da un concerto tenutosi al Zorlu Center, a Istanbul. Nel 2020 ha inciso in collaborazione con Gülşen il singolo Nirvana ed ha ottenuto il titolo di musicista dell'anno dalla GQ Türkiye.
L'anno successivo è divenuto il secondo artista turco e primo maschile a lavorare per la Warner Music Group, dopo Aleyna Tilki, etichetta per mezzo la quale è uscita la hit Martılar, che ha conferito all'artista due vittorie agli Head & Soulders Nr1 Video Müzik Ödülleri, ai Pantene Altın Kelebek Ödülleri e agli Altın Zirve Kariyer Ödülleri.
Arıyorum, in seguito al lancio della Turkey Songs nel febbraio 2022, ha conquistato la top five.

## Discografia

### Album in studio
- 2018 – Ân

### Singoli
- 2014 – Benim ol
- 2015 – Olmamış mı?
- 2016 – Vay
- 2016 – Dudak
- 2017 – Çok çok
- 2018 – Güzelliğine (feat. Emina)
- 2019 – Paha biçilemez bir şey başlat
- 2019 – Efsane sensin
- 2020 – Perişanım
- 2020 – Nirvana (con Gülşen)
- 2021 – Martılar
- 2021 – Kâinat (con Anıl Piyancı e Ekin Beril)
- 2021 – Arıyorum
- 2022 – Yalancı
- 2023 – Bana mı?
- 2023 – Sor (con Gülşen)
- 2023 – Ayyaş (con Baran Mengüç)
- 2024 – Azar azar
- 2025 – Yaktın beni
- 2025 – Bir yol